# 寬永
寬永是日本的年號之一，指的是元和之後、正保之前，由1624年到1645年的這段期間。這個時代的天皇是後水尾天皇、明正天皇、後光明天皇。江戶幕府的將軍是德川家光。

## 改元
- 元和十年二月三十日（1624年4月17日）以基於讖緯之說的甲子改令而改元。
- 朝廷給予八個年號給幕府選擇，幕府選擇了寬永、享明、貞正三個，並由天皇作出最後選擇。
- 寬永二十一年十二月十六日（1645年1月13日）改元正保。

## 出典
出字中國南宋朱熹《詩集傳》中的「寬廣、永長」二詞。

## 寬永年間大事
- 6年

紫衣事件發生了整個江戶時代最大不和事件，幕府與朝廷之間發生不和。
德川賴房從江戶幕府拜領後樂園作為江戶城的居所。
- 10年

1月20日，相模國小田原城發生地震。
- 12年

對馬藩主宗義成家臣柳川調興偽造朝鮮文書柳川一件，觸發外交風波。
- 14年

德川家光前往京都參見天皇。
幕府由江戶派出軍隊前往九州島原鎮壓基督教一揆，是為島原之亂，翌年一揆勢力全滅。
- 16年

幕府拒絕所有葡萄牙船隻前往日本。
- 17年

一艘西班牙船由澳門前往長崎，要求進行貿易，幕府拒絕貿易船留日，並處死船上61人。
寬永大饑荒日本各地出現天氣異常，導致收成大減。

### 出生人物
- 2年

6月28日（8月1日）：水野勝貞，福山藩第三代藩主。
- 3年

12月11日（1627年1月8日）：德川光貞，紀州藩第二代藩主。
- 10年

3月12日（4月20日）：紹仁（後光明天皇），第110任天皇。
- 11年

11月12日（12月31日）：堀田正俊，古河藩初代藩主。
- 12年

不明：真田信利，沼田藩初代藩主。
- 17年

8月8日（9月23日）：伊達綱宗仙台藩第三代藩主。
- 20年

不明：織田信久，織田家小幡藩第三代藩主。
- 21年

不明：松尾芭蕉，俳句家。

### 逝世人物
- 元年

4月29日（6月14日）：板倉勝重，享壽七十九歲）
- 2年

4月27日（6月2日）：毛利輝元（享壽七十二歲）
- 3年

9月15日（11月3日）：崇源院（德川秀忠正室，享年五十三歲）
- 7年

10月5日（11月9日）：藤堂高虎（享壽七十四歲）
- 9年

1月24日（3月14日）德川秀忠（江戸幕府二代將軍，享年五十三歲）
- 10年

12月6日（1634年1月5日）：德川忠長（享年二十八歲）、前田利政（金澤藩初代藩主，享年五十五歲）、常高院（享壽六十四歲）
- 11年

5月23日（6月18日）：豪姬（宇喜多秀家正室，享壽六十一歲）
- 13年

5月24日（6月27日）：伊達政宗，仙台藩藩主。
- 14年

2月3日（2月23日）：本阿彌光悅（享壽七十九歲）
3月10日（4月5日）：本多正純（享壽七十三歲）
- 15年

1月1日（2月14日）：板倉重昌（享年五十歲）
- 18年

3月17日（4月26日）：細川忠利（熊本藩藩主，享年五十五歲）
- 20年

9月14日（10月26日）：春日局（阿福、德川家光乳母，享壽六十四歲）
- 21年

7月20日（8月12日）：土井利勝（享壽七十一歲）

## 西元對照表
| 寬永 | 元年   | 2年    | 3年    | 4年    | 5年    | 6年    | 7年    | 8年    | 9年    | 10年   |
| ---- | ------ | ------ | ------ | ------ | ------ | ------ | ------ | ------ | ------ | ------ |
| 西元 | 1624年 | 1625年 | 1626年 | 1627年 | 1628年 | 1629年 | 1630年 | 1631年 | 1632年 | 1633年 |
| 干支 | 甲子   | 乙丑   | 丙寅   | 丁卯   | 戊辰   | 己巳   | 庚午   | 辛未   | 壬申   | 癸酉   |
| 寬永 | 11年   | 12年   | 13年   | 14年   | 15年   | 16年   | 17年   | 18年   | 19年   | 20年   |
| 西元 | 1634年 | 1635年 | 1636年 | 1637年 | 1638年 | 1639年 | 1640年 | 1641年 | 1642年 | 1643年 |
| 干支 | 甲戌   | 乙亥   | 丙子   | 丁丑   | 戊寅   | 己卯   | 庚辰   | 辛巳   | 壬午   | 癸未   |
| 寬永 | 21年   |        |        |        |        |        |        |        |        |        |
| 西元 | 1644年 |        |        |        |        |        |        |        |        |        |
| 干支 | 甲申   |        |        |        |        |        |        |        |        |        |

## 關連項目
- 寬永通寶